# Left 4 Dead
Left 4 Dead là một trò chơi điện tử thuộc thể loại bắn súng góc nhìn thứ nhất phối hợp có các yếu tố kinh dị sinh tồn do hai hãng Turtle Rock Studios và Valve Corporation phát triển. Game sử dụng đoạn mã Valve engine nguồn độc quyền, chạy trên các hệ điều hành Microsoft Windows, Xbox 360 và Mac OS X. Phát triển trò chơi được hoàn tất vào ngày 13 tháng 11 năm 2008, và hai phiên bản đã được phát hành kỹ thuật số. Một phiên bản kỹ thuật số có thể download, phát hành vào ngày 17 tháng 11 năm 2008, và một phiên bản đĩa bán lẻ kỹ thuật số, với một ngày phát hành được xác định theo từng khu vực. Các phiên bản đĩa bán lẻ kỹ thuật số đã được phát hành tại Bắc Mỹ và Úc vào ngày 18 tháng 11 năm 2008; và ở châu Âu và Nhật Bản vào ngày 21 tháng 11 năm 2008.
Trong game, người chơi sẽ phải điều khiển một trong 4 người sống sót (Survivors) chiến đấu chống lại những người bị lây nhiễm (Infected) nhằm tìm đến những khu vực cứu hộ (Safe House) và cuối cùng là một trong những phương tiện di chuyển (máy bay trực thăng, tàu, ô tô...) để đào thoát khỏi vùng bị dịch bệnh. Trò chơi có 4 chế độ chơi chính: chế độ chơi đơn (Single) trong đó người chơi sẽ điều khiển một Survivors, các Survivors còn lại sẽ do AI điều khiển; chế độ chiến dịch (Campaign) 4 người chơi; chế độ đối kháng 8 người chơi (Versus) trong đó lần lượt 4 người điều khiển Survivors và 4 người điều khiển Infected; chế độ sinh tồn (Survival) trong đó 4 người chơi sẽ chống lại các đợt tấn công liên tiếp của Infected cho đến khi tất cả bị tiêu diệt.
Left 4 Dead đã được chào đón nồng nhiệt và nhận được nhiều lời khen ngợi từ các trang đánh giá game uy tín, trong đó có giá trị chơi lại cao và chế độ phối hợp hấp dẫn. Trò chơi cũng bị nhận một vài chỉ trích bao gồm số lượng màn chơi ít và cốt truyện không được sâu sắc. Left 4 Dead đã giành được nhiều giải thưởng lớn như giải Trò chơi Bắn súng hay nhất năm 2008 của Gamespot, giải Trò chơi mạng hay nhất 2008 của BAFTA, giải Trò chơi của năm 2008 của AIAS.v.v.. Hậu bản của nó, Left 4 Dead 2, được phát hành năm 2009 và cũng nhanh chóng đạt được những thành công như của phần một. Valve đã có nhiều bổ sung các DLC cho trò chơi, như "Survival Pack" phát hành ngày 21 tháng 4 năm 2009, bản đồ mới "Crash Course" và "The Sacrifice".

## Nội dung

### Nhân vật
Có 4 nhân vật có thể điều khiển được trong trò chơi, người chơi có thể tùy chọn nhân vật hoặc để máy chọn ngẫu nhiên. Đây là những người không (chưa) bị nhiễm bệnh do có khả năng miễn dịch tự nhiên. Các nhân vật có sự đa dạng về ngoại hình, giới tính, độ tuổi, tính cách, xuất thân, màu da, nghề nghiệp và kĩ năng. Ngoài ra còn có các nhân vật phụ không điều khiển được là những người lái trực thăng, tàu,...đến giải cứu người chơi, hay các nhân vật trong phần 2.

#### William "Bill" Overbeck
Độ tuổi 60, Bill là người lớn tuổi nhất trong các Survivors. Ông đội một cái mũ quân đội màu xanh lá cây, mặc áo khoác xanh, áo thun trắng, giày đi rừng và lúc nào cũng có một điếu thuốc trên môi. Bill là cựu quân nhân Mỹ và đã từng có thời gian tham chiến tại Việt Nam, do đó vũ khí thường cầm là một khẩu súng trường M16A2 của quân đội Mỹ. Ông được coi như một lãnh đạo không chính thức của cả đội, và thường hay mâu thuẫn với Francis (nhưng không có ác ý). Bill hy sinh để cứu những người sống sót khác trong sự kiện "The Sacrifice", và xác của ông cùng khẩu súng có thể được tìm thấy cạnh máy phát điện ở chương cuối của màn chơi "The Passing" trong Left 4 Dead 2.

#### Zoey
Zoey đang học năm đầu tại trường Aldrich ở Philadelphia khi dịch bệnh bùng phát, cho thấy cô khoảng 18 tuổi hoặc hơn một chút tùy thuộc vào độ tuổi nhập học. Trang phục của cô là áo khoác màu đỏ sáng, quần jean và giày thể thao. Cha mẹ của Zoey bị nhiễm bệnh và bị giết trong đại dịch. Zoey là người vui vẻ và dễ xúc động, nhưng sau cái chết của Bill, cô trở nên nghiêm túc và chín chắn hơn. Vũ khí sở trường của cô là súng săn.

#### Francis
Francis là một tay đua xe trái phép cau có với các hình xăm ở cổ và cánh tay. Anh là thành viên của "Legion Hell", lấy cảm hứng từ câu lạc bộ mô tô "Hell Angel" ngoài đời thực. Francis mặc áo khoác da, áo 3 lỗ trắng, quần jean đen, găng tay da và giày đen. Valve tiết lộ rằng anh cao khoảng 195 cm. Francis có một tính cách tự làm trung tâm và hay bực bội với sự lãnh đạo của Bill. Trong giai đoạn phát triển, Francis là người yêu của Zoey nhưng cuối cùng điều đó bị loại bỏ. Vũ khí thường dùng là Shotgun.

#### Louis
Mô hình thiết kế ban đầu của Louis là trợ lý giám đốc tại một chuỗi cửa hàng thiết bị điện tử địa phương, tuy nhiên sau đó được thay đổi thành một kỹ sư IT 30 tuổi. Anh mặc một bộ đồ điển hình của dân văn phòng, với áo sơ mi trắng, quần tây đen và cà vạt đỏ. Louis có tính cách thân thiện, lạc quan và có mối quan hệ khá tốt với những người sống sót khác. Anh bị thương ở chân trong sự kiện The Sacrifice do bất cẩn hụt bước vào một chiếc thuyền đầy Infected. Vũ khí sở trường là súng tiểu liên hoặc súng ngắn đôi.

### Cốt truyện
Bối cảnh trò chơi diễn ra ở bang Pennsylvania (Mỹ), tại đây đang bùng phát một loại bệnh nguy hiểm gọi là "Dịch cúm xanh"; nó hủy hoại sức khỏe người bệnh, gây đột biến các tế bào cơ thể, và làm mất chức năng não. Hai tuần sau ca nhiễm bệnh đầu tiên, 4 người sống sót bao gồm - William "Bill" Overbeck, Zoey, Louis, Francis tìm đường đến thành phố Fairfield, tại đây họ nhận ra thành phố cũng đang đầy rẫy xác sống, thậm chí còn đang đột biến lên những dạng mới nguy hiểm hơn. Một chiếc trực thăng cứu hộ bay qua, yêu cầu mọi người tập trung tại bệnh viện Mercy để sơ tán. Sau khi băng qua dãy phố, chui qua đường tàu điện ngầm và cống ngầm bên dưới thành phố, 4 người tìm đến được bệnh viện Mercy và leo lên chiếc trực thăng đậu trên nóc tòa nhà. Tuy vậy họ phát hiện ra viên phi công cũng bị nhiễm bệnh, Zoey buộc phải bắn hạ anh ta. Chiếc máy bay rơi xuống một khu công nghiệp bên ngoài thành phố, nhưng không ai bị thương. Tìm thấy một chiếc xe tải bọc thép, cả nhóm sử dụng nó để đi đến thị trấn Riverside. Tuy nhiên đường đi bị chặn, họ buộc lòng phải đi bộ. Sau cuộc chạm trán với một kẻ điên loạn trong nhà thờ địa phương, họ phát hiện ra rằng thị trấn đã tràn ngập Infected, và quyết định rời khỏi bằng cách đi đến một nhà thuyền gần đó để xin cứu hộ. Liên lạc được với một chiếc tàu đánh cá nhỏ, họ tìm đến thành phố Newburg ở phía bên kia sông, có điều thành phố này cũng đang chìm trong biển lửa. Khi băng qua một nhà kính lớn, 4 người nhìn thấy một chiếc C-130 Hercules của quân đội bay ngang qua, họ liền bám theo đến Sân bay Quốc tế Metro. Khi đến nơi, cả nhóm thấy rằng trong một nỗ lực để ngăn chặn dịch bệnh, quân đội đã ném bom sân bay; tuy nhiên, đường băng vẫn còn nguyên vẹn, cho phép những người sống sót tiếp nhiên liệu và chạy trốn với một chiếc C-130 đang đợi sẵn.
Mặc dù rất nỗ lực, nhưng chiếc máy bay cuối cùng cũng cạn nhiên liệu, nhóm buộc phải đáp xuống ngoại vi rừng Quốc gia Allegheny. Sau khi băng qua một tuyến đường sắt, 4 người tìm thấy một tiền đồn quân sự bị bỏ hoang. Họ liên lạc với quân đội qua đài phát thanh, và cố gắng chống chọi với từng đợt Infected cho đến khi một chiếc APC đến giải cứu và đưa cả nhóm đến vùng an toàn Đông Bắc Echo, là nơi duy nhất chưa bị nhiễm bệnh. Tại đây, họ bị quân đội tạm giam với lí do có nguy cơ gây bệnh, cho đến khi khu căn cứ bị Infected tấn công. 4 người chạy thoát và đi bằng xe lửa xuống phía nam, hướng đến quần đảo Floridas Keys, là nơi mà Bill tin rằng có thể an toàn lâu dài trước dịch bệnh. Tại thị trấn Rayford, họ tìm thấy một chiếc thuyền, có điều phải nâng một chiếc cầu chạy bằng máy phát điện lên mới có thể đưa thuyền vào vùng nước mở. Tuy nhiên, máy phát điện lại bị hỏng giữa chừng. Bill quyết định hy sinh bản thân để khởi động lại máy, giúp những người khác chạy thoát khỏi một đàn Infected lớn đang tràn tới. Sau khi chờ đợi đàn Infected giải tán, 3 người gặp thêm 4 người sống sót khác là Coach, Rochelle, Ellis và Nick (là những nhân vật chính trong phần 2). Họ di chuyển chiếc thuyền sang phía bên kia của cây cầu và giúp 4 người kia hạ cầu để họ có thể đi qua. Sau đó Louis, Zoey và Francis quay trở lại thuyền và dong buồm đến đảo Keys.

## Cách chơi

### Các chế độ chơi
Trong chế độ chơi Chiến dịch (Campaign), người chơi sẽ điều khiển một trong số 4 Survivors theo cơ chế góc nhìn người thứ nhất (FPS) di chuyển liên tục, chiến đấu với các Infected với số lượng đông đảo để tìm ra các khu vực cứu hộ; các khu vực này đều có cửa, việc đóng cửa sau khi người chơi đã vào trong hết sẽ kết thúc màn. Người chơi sẽ nhặt vũ khí, đạn dược, vật phẩm,...trên đường đi. Lượng HP (sức khỏe) của nhân vật được tính 100 điểm, nếu lượng HP tụt xuống một mức nhất định nhân vật sẽ di chuyển chậm lại và nếu tụt về 0, nhân vật sẽ gục ngã (cần một nhân vật khác đỡ dậy). Nhiều màn chơi có các sự kiện yêu cầu người chơi kích hoạt để mở đường đi tiếp, Infected sẽ xuất hiện liên tục trong các sự kiện này. Tại các màn chơi cuối, người chơi sẽ phòng thủ trước các đợt tấn công liên tiếp của Infected trong lúc chờ người đến giải cứu. Chế độ Chơi đơn tương tự như chế đô Chiến dịch nhưng 3 Survivors còn lại sẽ do AI điều khiển, các Survivors này sẽ bám sát người chơi, tự động tấn công, hồi máu và giúp đỡ lẫn nhau, tuy nhiên không thể kích hoạt sự kiện và dùng vũ khí ném.
Trong chế độ đối kháng (Versus), 8 người chơi sẽ được chia làm 2 bên và lần lượt điều khiển Survivors và Infected qua mỗi màn chơi; bên Survivors sẽ chơi như bình thường, còn bên Infected người chơi sẽ điều khiển các Infected đặc biệt tấn công Survivors. Bắt đầu trò chơi, phe Infected sẽ ở trạng thái spawn (còn gọi là trạng thái bóng ma) và có thể nhanh chóng đi lang thang quanh bản đồ nhằm tìm nơi thích hợp để sinh ra. Vị trí này phải cách xa và ngoài tầm nhìn của Survivors, cũng như bên ngoài các khu vực hạn chế. Khi chết, người chơi phe Infected phải đợi đến 30 giây trước khi vào lại trạng thái spawn. Các Infected có thể nhìn thấy và biết được tình trạng sức khỏe của Survivors, cũng như leo lên một số vị trí mà Survivors không đến được. Điểm số được tính bằng quãng đường mà Survivors đi được, người chơi bên nào có điểm số cao hơn sẽ giành chiến thắng chung cuộc.

### Vũ khí và vật phẩm
Số lượng ô đồ trong game là 5, mỗi ô chứa một loại vũ khí hoặc thuốc hồi phục. Vũ khí trong game được chia làm ba loại là vũ khí chính, vũ khí phụ và vũ khí ném (ngoài ra còn có một số loại vũ khí đặc biệt như bình ga, bình oxy, can xăng, súng máy cố định...). Vũ khí chính trong game được chia làm 2 lớp, lớp 1 có sức tấn công yếu hơn bao gồm tiểu liên, shotgun và được cung cấp cho người chơi từ đầu màn; lớp 2 sẽ được bố trí rải rác trong quá trình chơi, gồm auto shotgun M1014, súng trường M16 và súng săn. Đạn vũ khí chính là hữu hạn và cũng có thể nhặt dọc đường. Vũ khí phụ được mặc định là khẩu súng lục M1911 và vô hạn đạn, người chơi có thể cầm 2 khẩu súng cùng lúc. Các loại vũ khí ném bao gồm Pipe bomb có khả năng thu hút Infected trước khi phát nổ, và Molotov khi ném ra sẽ gây cháy một khu vực. Ngoài cách tấn công sử dụng vũ khí, người chơi cũng có thể đánh bật Infected ra xa, tuy nhiên nó sẽ gây ít sát thương.
Các loại vật phẩm hồi phục HP bao gồm túi cứu thương và thuốc giảm đau, 4 túi được cung cấp đầu mỗi màn chơi và có thể nhặt dọc đường. Khi sử dụng túi cứu thương, người chơi sẽ mất một khoảng thời gian chờ; lượng HP sau hồi phục luôn từ 80 HP trở lên tùy thuộc vào sức khỏe trước đó. Thuốc giảm đau không cần thời gian chờ, và sẽ cung cấp tối đa 50 HP, tuy lượng HP này sẽ giảm dần theo thời gian. Người chơi có thể hồi máu và đưa thuốc giảm đau cho nhau.

### Kẻ địch

#### Infected thông thường
Các Infected này xuất hiện thường xuyên trong game, với hình mẫu là những người dân thường hoặc quân đội bị nhiễm bệnh. Khả năng tấn công của loại Infected này khá hạn chế với chỉ những cú đấm đá và lượng HP thấp, tuy nhiên số lượng rất đông đảo. Các Infected có khả năng leo lên những khu vực mà Survivors không thể, và có thể xuất hiện ngẫu nhiên từ mọi phía. Gây ồn, kích hoạt sự kiện hoặc bắn vào xe có còi báo động sẽ khiến Infected lao vào tấn công người chơi với số lượng lớn. Chỉ có loại Infected này mới bị thu hút bởi Pipe bomb.

#### Infected đặc biệt
Một số loại Infected có khả năng tấn công đặc biệt với các kĩ năng khác nhau, bao gồm Boomer, Smoker, Hunter, Charger, Jockey, Spitter, Tank và Witch. Các loại Infected này xuất hiện rải rác trên đường đi nhưng với số lượng ít. Nhờ có lượng HP cao và thông minh hơn các Infected thông thường nên chúng trở nên khó đoán và rất nguy hiểm. Các Infected đặc biệt không bị thu hút bởi tiếng động và Pipe Bomb.
Smoker: loại Infected này với lưỡi dài có thể tấn công từ xa và kéo Survivors về phía mình. Survivors bị kéo sẽ không thể di chuyển hay tấn công và sẽ mất dần HP cho đến chết nếu không được Survivors khác giải cứu. Khi chết, Smoker sẽ tạo ra một đám khói khiến cho Survivors bị giảm tầm nhìn và ho liên tục khi bước vào.
Hunter: có thể vồ vào Survivors từ khoảng cách rất xa. Giống như Smoker, Survivors bị Hunter vồ trúng sẽ bị khống chế và tấn công cho đến chết nếu không được Survivors khác cứu. Hunter không gây ra tiếng động so với các Infected đặc biệt khác khi đứng nhưng lại gây ra rất nhiều tiếng động khi bò cũng như khi lao tới.
Boomer: nôn một lượng lớn mật vào Survivors khiến cho tầm nhìn bị suy giảm và đánh động các Infected thông thường khác lao vào tấn công. Bắn chết Boomer ở khoảng cách gần cũng khiến Survivor bị phủ mật và bị đẩy lùi trong thoáng chốc. Các Infected đặc biệt khác vẫn phải chịu tác động đẩy lùi từ vụ nổ của Boomer, song chúng không bị phủ mật.
Charger: với một cánh tay khổng lồ, Charger có thể khoáy đảo đội hình Survivors bằng cách lao đến, tóm lấy một nạn nhân và hất văng những nạn nhân còn lại nếu họ vô tình chạm phải Charger. Nạn nhân không may bị tóm sẽ bị nghiền nát bởi những cú đập vào tường, xuống mặt đất hoặc lên trần nhà tùy theo vị trí mà Charger dừng lại. Charger có lượng HP cao nhất trong số các Infected đặc biệt, lên tới 600 (không tính Tank và Witch). Charger tạo ra tiếng động lớn và không thể bị gạt ra.
Jockey: khả năng chính của Jockey là nhảy lên vai của Survivors rồi "lái" nạn nhân theo một hướng khác. Điều này khiến Jockey trở nên rất nguy hiểm vì nó có thể khiến Survivors đi lạc vào một đám đông Infected thông thường, vào một góc tối, treo lủng lẳng bên mép đá hay một tòa nhà cao tầng và đặc biệt là đi vào axit của Spitter. Jockey không hét lên khi nhìn thấy nạn nhân như các Infected đặc biệt khác mà thay vào đó, nó sẽ cười từ lúc được hồi sinh cho tới khi chết.
Spitter: Spitter được tạo ra để kết hợp với Jockey. Ngoài tiếng ré chói tai, cô còn có khả năng khạc ra một bóng nhờn, thứ sẽ vỡ tung và lan ra một vũng axit lớn khi chạm đích. Spitter có thể gây ra thiệt hại khổng lồ vì nạn nhân càng ở lâu trong axit, thiệt hại nhận phải càng lớn và có thể lên tới 76 HP. Khi chết, Spitter để lại một vũng axit nhỏ dưới chân. Survivors vẫn phải chịu sát thương khi cố nhảy qua vũng axit.
Tank: là loại Infected đặc biệt có lượng HP rất lớn đòi hỏi cả đội phải phối hợp mới có thể tiêu diệt. Cú đấm của Tanker khiến Survivors bị văng ra xa và mất 1 lượng HP lớn. Tank cũng có thể ném đá tảng hoặc đấm văng ô tô, đồ vật...,Survivors bị đè trúng sẽ ngay lập tức bị gục ngã. Bị dính lửa sẽ khiến lượng HP của Tank sụt giảm nhanh chóng.
Witch: Dưới hình dạng của một cô gái trẻ, Witch không chủ động tấn công người chơi. Tuy nhiên nếu lại gần, tấn công hoặc chiếu đèn sẽ đánh động Witch, một cú cào của Witch đủ làm cho Survivors gục ngã lập tức (hoặc chết ngay lập tức trong chế độ khó cao nhất). Đặc trưng của Witch là tiếng khóc có thể nghe thấy từ xa.